# Johnny Gioeli
Giovanni Giuseppe Baptista Gioeli poznatiji kao Johnny Gioeli (Brooklyn, New York, 5. listopada 1967.) je američki pjevač, tekstopisac i skladatelj, najpoznatiji kao pjevač hard rock sastava Crush 40. Također je izvorni pjevač sastava Hardline i član sastava njemačkog gitarista Axela Rudija Pella. Najpoznatiji je u pop kulturi po svom doprinosu igrama Sonic the Hedgehog tijekom 2000-ih.

## Životopis
Gioeli je glazbenu karijeru započeo ranih 1980-ih nakon osnivanja sastava Phaze sa svojim starijim bratom Joeyjem. Sastav je doživio promjene pa je počeo bubnjati sa sastavom Killerhit 1983. sa 16 godina. Dijeleći vokale s Joeyjom. Četveročlani sastav postigao je ogroman uspjeh u klupskom krugu istočne obale, zaradivši dovoljno do 1987. da kupe vlastitu rasvjetu, kamion i autobus za turneju (kupljen od gitarista Jimmyja Buffetta u Memphisu).
Preselivši se u Hollywood, Killerhit se spetljao s kolegom iz sastava i prijateljem gitarista Christophera Paula iz Poisona Bretom Michaelsom. Pjevač im je dao broj svoje bivše publicistice Debre Rosner koja je odmah postala menadžerica grupe. Shvativši potrebu za frontmanom, Gioeli je ostavio bubnjeve i stao na središte pozornice, a Darek Thomas Cava iz Las Vegasa preuzeo je njegovo mjesto za bubnjevim. Ubrzo nakon toga, sastav je shvatio da među njima nema niti jedne plavuše, te su promijenili ime u prikladnije Brinette. Sastav je srušio rekorde posjećenosti The Doorsa i Van Halena za jedan vikend na Sunset Stripu u Hollywoodu, Kalifornija. Njihov uspjeh ubrzo je privukao pažnju i divljenje glazbene industrije. Mjesecima su im se udvarali vrhunski glazbenici. Sastav je izgradio bazu vjernih obožavatelja širom svijeta. Razmirice su u taboru brineta počele prije nego što je ugovor o snimanju bio osiguran, a sastav je odlučio razići se 1991. Gioeli je zatim počeo raditi sa svojim bratom Joeyjem na pjesmama za album koji su namjeravali nazvati Brothers. Međutim, Neal Schon, gitarist sastava Journey (koji je u to vrijeme hodao s njihovom sestrom) sreo se s njima i pitao ih može li svirati s njima, a oni su pristali. Zatim su 1992. izdali svoj prvi album pod imenom Double Eclipse i nazvali su se Hardline, što je bilo umjereno uspješno, ali nedovoljno da uđe u mainstream, posebno s obzirom na njegovo izdanje nakon Nirvane. Nakon toga su počeli pisati pjesme za drugi album, ali su ponovo odustali tijekom snimanja pjesama zbog problema s njihovim menadžerom i Nealom Schonom. Gioeli je gotovo nestao s glazbene scene sve do 1998. kad se njemački gitarist Axel Rudi Pell našao u potrebi za pjevačem nakon odlaska Jeffa Scotta Sota. Pell se dugo vremena divio Gioeliju, rekavši kako je uvijek mislio da će Gioelijev vokal dobro ići uz njegovu glazbu. Pell je na kraju pronašao način da kontaktira Gioelija i odvezao ga je u Njemačku kako bi snimio vokale za njegov albumu Oceans of Time, koji se do danas smatra je jednim od najboljih Pellovih albuma. Do danas je glavni pjevač sastava i ne pokazuje znakove odlaska.
Također je sudjelovao i na kompilacijskom albumu Michaela Vossa pod imenom Voices Of Rock - MMVII, objavljenom 20. srpnja 2007., na kojem je pjevao u pjesmi "Phoenix Rising". Godine 1994. Gioeli je također surađivao s glazbenikom Dougom Aldrichom, koji je nastupao uživo kao gostujući gitarist Brunette, i snimio je vokale za pjesmu "Face Down" koja se nalazi na Aldrichovom albumu Highcentered, kasnije ponovo uključenom na Aldrichov album Alter Ego iz 2002. Gioeli je svoj prvi samostalni album objavio pod imenom One Voice, koji je objavljen preko diskografske kuće PledgeMusic 7. prosinca 2018.

### Povratni album Hardlinea
Nakon značajnog uspjeha njihovog debitantskog albuma, Double Eclipse, sastav je bio raspušten na deset godina tijekom kojih su Gioeli i njegov brat imali karijeru u internetskom poslu. Nakon daljnjeg uspjeha u sastavu Axela Rudija Pella, Gioeli i njegov sastav Hardline vratili su se s novom postavom kako bi objavili svoj drugi album pod nazivom II, objavljen 2002., nakon čega je uslijedio live CD/DVD 2003., pod imenom Live at the Gods Festival 2002.. Njihov treći album, Leaving the End Open, objavljen je 17. travnja 2009. 22. prosinca 2011., Gioeli je potvrdio, putem službene stranice diskografske kuće Frontiers Records, da će on i talijanski producent i klavijaturist Alessandro Del Vecchio objaviti Hardlineov četvrti studijski album Danger Zone 18. svibnja 2012., opet s novom postavom. Dana 14. listopada 2016. objavljen je peti studijski album Hardlinea, Human Nature. Godine 2019. Gioeli je službeno najavio šesti album Hardlinea, Life, koji će biti objavljen u travnju. Ovo će biti prvi album Hardlinea s obradom pjesme "Hot Cherie" s debitanskog albuma. Ovaj put, obrada je Queenova "Who Wants to Live Forever", Gioelijev osobni favorit.

### Crush 40
Osim što je bio vokal dvaju sastava, također je radio sa skladateljem videoigara i glazbenikom Junom Senoueom i posudio je svoj glas na albumu Sons of Angels; Thrill of the Feel, objavljen 2000. Sastav je od tada promijenio ime u Crush 40. Napisali su i izveli nekoliko pjesama iz serije Sonic the Hedgehog koju su producirali Sega i Sonic Team, kao što je tematska melodija "Sonic Heroes" iz istoimene igrice, svijetla, melodična pjesma i za razliku od "What I' m Made Of...", izrazito mračna, energična hard rock pjesma za posljednju bitku protiv Metal Sonic Overlorda. Također je bio pjevač pjesama "Open Your Heart", glavne teme Sonic Adventure, "Live and Learn", glavne teme Sonic Adventure 2, "I Am... All of Me", glavne teme Shadow the Hedgehog, završne teme "Never Turn Back", obrade sastava Magna-Fija "All Hail Shadow", završne teme Shadowove priče u Sonic the Hedgehog 2006, i "Knight of the Wind", glavne teme Sonic and the Black Knight kao i završne teme "Live Life". Osim toga, Gioeli je radio sa Senoueom na produkciji obrade pjesme "Seven Rings in Hand" Stevea Contea, koja je bila ekskluzivno predstavljena samo na japanskom izdanju True Blue: The Best of Sonic the Hedgehog. Također bio je autor refrena za pjesmu Sonic the Hedgehog "His World" i snimio verziju pjesme sa skupinom Crush 40 (koja je izdana kao bonus pjesma na službenom soundtracku igre).
Gioelijev je glas na soundtracku igre Sonic and the Black Knight na pjesmama "Fight the Knight" i "Through the Fire". U listopadu 2008. Gioeli i Senoue izašli su na pozornicu Tokyo Showa kako bi prvi put pred publikom uživo izveli neke od svojih najpopularnijih pjesama baziranih na Sonicu. Gioeli i Senoue su od tada stvorili YouTube račun i prenijeli video snimku događaja.
Godine 2009. objavljen je novi album sastava Crush 40 pod imenom The Best of Crush 40 – Super Sonic Songs. Ovaj kompilacijski album sadrži većinu izdanja sastava za Sonic the Hedgehog kao i mješavinu starih pjesama iz igre NASCAR Arcade i nekoliko potpuno novih pjesama uključujući obradu "Un-Gravitify", glavnu temu Sonic Riders: Zero Gravity, obrada Cultove "Fire Woman", te originalna balada pod imenom "Is It You". Album također sadrži remiksirane pjesme "Open Your Heart", "I Am...All of Me", "His World" i "Knight of the Wind".
Godine 2010. Gioeli je nastupio sa Senoueom kao Crush 40 na konvenciji Summer of Sonic 2010 u Londonu 7. kolovoza 2010. Ovo bio je prvi cjelovečernji nastup sastava Crush 40 i njihov prvi nastup izvan Japana. Iste godine snimili su obradu pjesme "Free", glavne teme Sonic Free Ridersa, kao bonus pjesmu u službenom soundtracku igre. Godine 2011. sastav je nastupio na Sonic Boomu kako bi proslavio 20. obljetnicu Sonica. Osim ovoga, također su nastupili u Tokiju na Guilty stageu, za koji su producirani brojni koncertni video zapisi U 2012. sastav je nastupio na dvije konvencije. Prvi je na Summer of Sonic u Brightonu i na Sonic Boomu u San Diegu tijekom Comic Cona. Dana 3. listopada 2012. sastav je objavio svoj prvi koncertni album pod imenom Live!, koji je sadržavao pjesme s njihovih koncerata u Tokiju u ožujku. Godine 2013. sastav je nastupio u St. Louisu na Sonic Boom 2013 događaju. Godine 2015. sastav je izdao album 2 Nights 2 Remember koji sadrži četiri potpuno nove pjesme i trinaest pjesama s njihove turneje uživo 2N2R iz 2014. Pojavili su se 2016. u House of Blues u San Diegu kako bi odsvirali nekoliko pjesama za 25. godišnjicu serije Sonic. Godine 2017. i 2018. Gioeli je nastupio samostalno na TooManyGamesu.
Godine 2018. Sega je najavila novu Sonic trkaću igru pod nazivom Team Sonic Racing koja sadrži novu pjesmu sastava Crush 40 pod nazivom "Green Light Ride", koja služi kao glavna tema igre. Igra objavljena je 21. svibnja 2019. U nedavnom intervjuu, Gioeli je izjavio da je drugi album Crush 40 "Best of" trenutno u izradi i da će biti poznat kao Driving Through Forever: The Ultimate Crush 40 Collection, koji je objavljen 24. srpnja 2019. Na albumu se nalazi nova pjesma pod nazivom "Call Me Crazy". U čast 30 godina franšize Sonic, poseban koncert Sonic Symphony održan je 23. lipnja 2021., sa skupinom Crush 40 kao jednim od posebnih gostiju, koji su izveli svoje najnovije hitove iz serije. Gioeli je snimio svoj vokal za pjesmu "Crushing Thirties" grupe The Chalkeaters, tročlane glazbene grupe iz Sankt Petersburga, Rusija. Pjesma je i tema Sonicove 30. godišnjice, ali u puno realističnijem scenariju.

## Diskografija
Hardline
- Double Eclipse (1992.)
- II (2002.)
- Live at the Gods Festival 2002 (2003.)
- Leaving the End Open (2009.)
- Danger Zone (2012.)
- Human Nature (2016.)
- Life (2019.)
- Life Live (2020.)
- Heart, Mind and Soul (2021.)

Axel Rudi Pell
- Oceans of Time (1998.)
- The Masquerade Ball (2000.)
- Shadow Zone (2002.)
- Kings and Queens (2004.)
- Mystica (2006.)
- Diamonds Unlocked (2007.)
- Tales of the Crown (2008.)
- The Crest (2010.)
- Circle of the Oath (2012.)
- Into the Storm (2014.)
- Game of Sins (2016.)
- Knights Call (2018.)
- Sign of the Times (2020.)
- Diamonds Unlocked II (2021.)
- Lost XXIII (2022.)

Samostalni albumi
- One Voice (2018.)

Enemy Eyes
- History's Hand (2022.)